# Вика волохата
Вика волохата, горошок волохатий, вика космата (Vicia villosa) — вид квіткових рослин родини бобові (Fabaceae).

## Опис
Витка або сланка однорічна трав'яниста рослина до 60 см. Листя 35–60 мм, парноперисте з 4–12 парами листових фрагментів. Є 10 квітів або більше в суцвітті. Віночок 10–20 мм, фіолетовий, пурпуровий або синій, іноді з білими або жовтими крилами. Плід: стручок 2 × 1 см, голий, коричневого кольору. Насіння ≈ 2.5 мм, сферичні, злегка стислі, гладкі, червонувато-коричневі.

## Поширення, екологія
Країни поширення: Північна Африка: Алжир, Єгипет, Лівія, Марокко, Туніс. Азія: Афганістан, Кіпр, Іран, Ірак, Ізраїль, Ліван, Сирія, Туреччина, Казахстан, Киргизстан, Таджикистан, Туркменістан, Узбекистан. Кавказ: Азербайджан, Грузія, Росія — Чечено-Інгушетія, Дагестан, Краснодарський край, Ставропольський край, європейська частина, Європа: Австрія, Чехословаччина, Німеччина, Угорщина, Польща, Швейцарія, Білорусь, Естонія, Латвія, Литва, Молдова, Україна [вкл. Крим], Албанія, Болгарія, Колишня Югославія, Греція [вкл. Крит], Італія [вкл. Сардинія, Сицилія], Румунія, Франція [вкл. Корсика], Португалія, Гібралтар, Іспанія [вкл. Балеарські острови, Канарські острови]. Широко натуралізований: у Північній Європі, у Північній і Південній Америці, Південній Африці, Південній, Південно-Східній і Східній Азії, Східній Австралії.
Населяє поля і луки; 0–500 м. Квітне й плодоносить з березня по липень.

## Застосування
Кормова рослина, яку вирощують на піщаних ґрунтах для кормових цілей. Це цінний корм, який охоче поїдають тварини; містить багато білка.

## Галерея

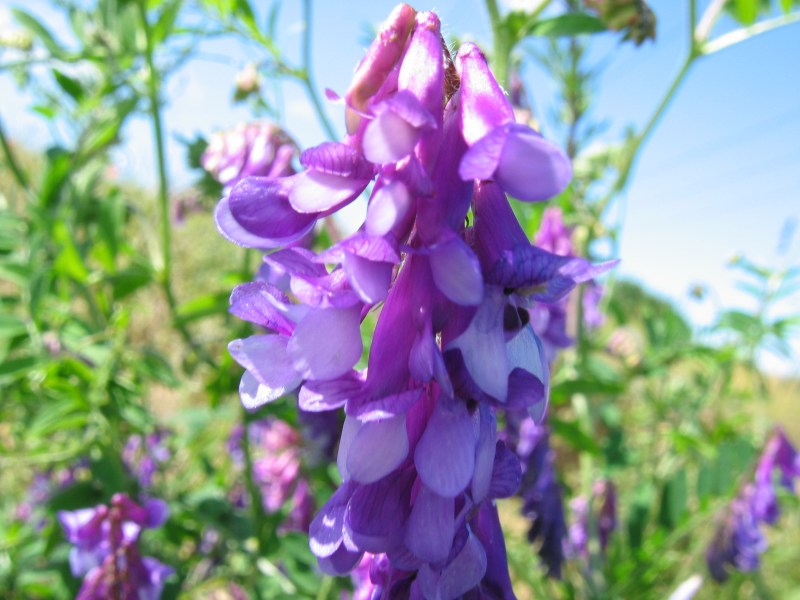
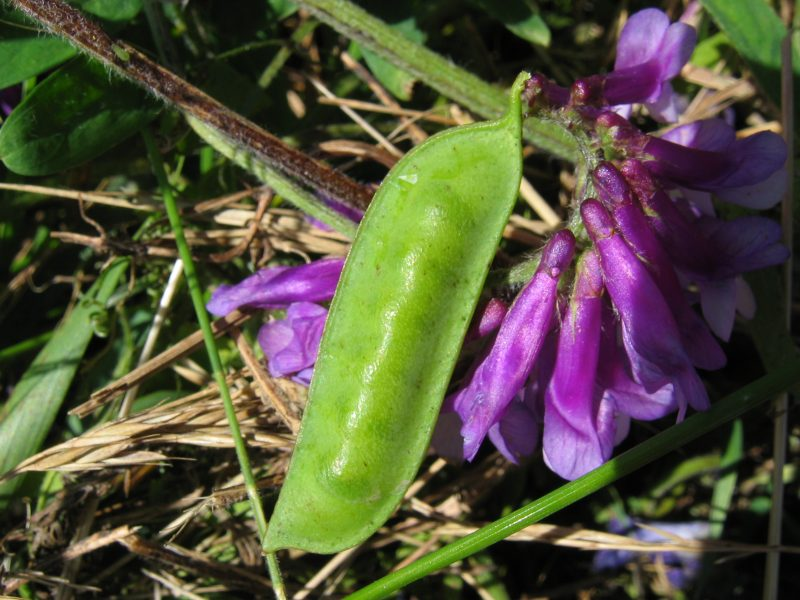
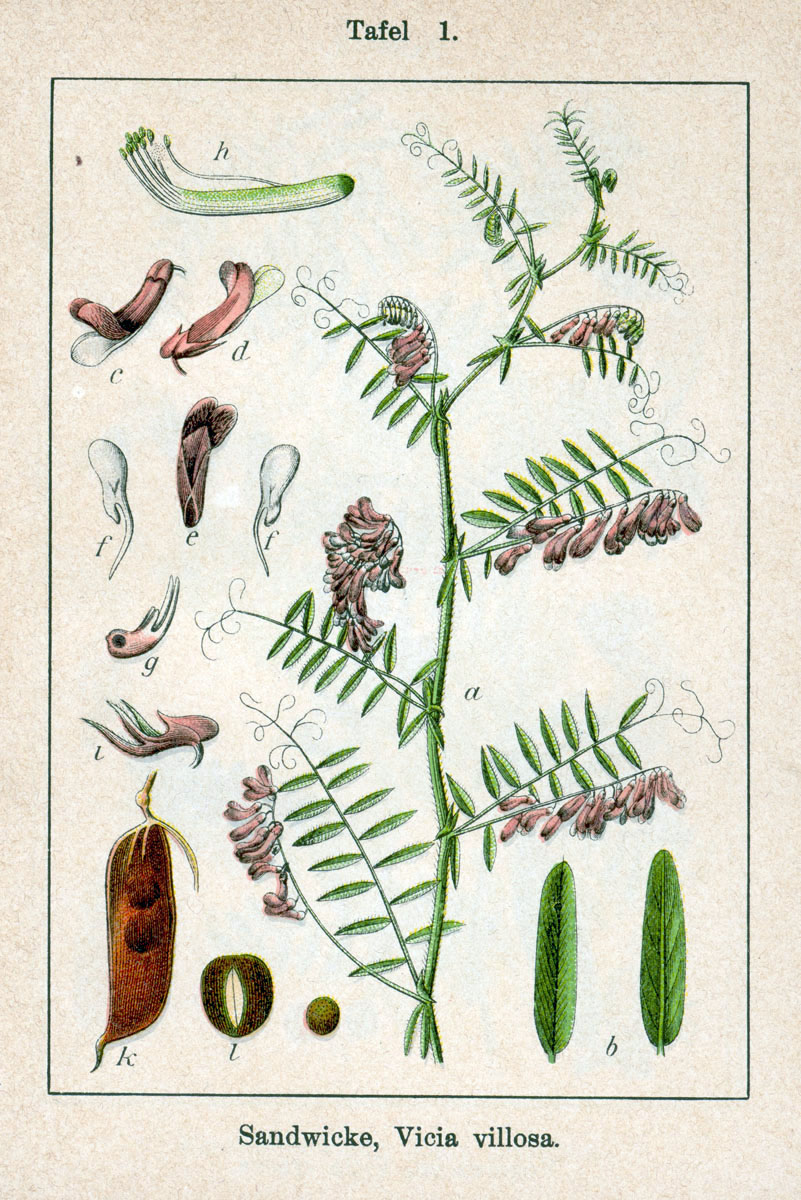